# Efficacia (diritto)
L'efficacia dell'atto o fatto giuridico è la possibilità di produrre gli effetti giuridici che una norma dell'ordinamento ricollega all'atto o fatto stesso. Tali effetti possono consistere nella costituzione, nella modificazione o nella cessazione di rapporti giuridici. La mancanza di efficacia è detta inefficacia.

## Inizio e cessazione dell'efficacia
Il mero fatto giuridico è sempre efficace: se esiste così come è previsto dalla norma, allora produce gli effetti giuridici da questa stabiliti ed è, quindi, efficace (al limite può essere inopponibile a certi soggetti, come si vedrà più avanti). Per l'atto giuridico il discorso è più complesso, perché la sua efficacia può dipendere da fatti ulteriori (condizioni di efficacia); talvolta, poi, l'ordinamento collega effetti prodromici all'atto, anche se non si sono ancora verificate le condizioni di efficacia.
L'efficacia dell'atto presuppone il suo perfezionamento, che si ha quando l'atto viene in essere completo di tutti gli elementi necessari richiesti dall'ordinamento; così i contratti si perfezionano con la stipulazione, i negozi unilaterali e i provvedimenti amministrativi con l'adozione, ecc.
Tuttavia, il perfezionamento è necessario ma può non essere sufficiente a conferire efficacia all'atto, la quale può essere subordinata anche:
- allo scadere di un termine iniziale;
- al verificarsi di una condizione sospensiva;
- alla conoscenza dell'atto da parte del soggetto nei cui confronti è destinato a produrre effetti, se l'atto stesso è ricettizio;
- al completamento dell'eventuale fase procedimentale detta integrativa dell'efficacia, successiva a quella che ha portato al perfezionamento dell'atto (detta costitutiva), nella quale sono inseriti i controlli preventivi e l'accettazione dell'atto ove previsti.

L'efficacia dell'atto può d'altra parte cessare:
- allo scadere di un termine finale;
- al verificarsi di una condizione risolutiva;
- in caso di annullamento dell'atto invalido, disposto con provvedimento dell'autorità competente.

Il criterio temporale permette di distinguere le norme in transitorie, prorogate oltre la loro scadenza stabilita, rinviate a una data di entrata in vigore successiva a quella prevista dalla Costituzione, retroattive a decorrere da una certa data in poi. L'ordinamento italiano stabilisce che in generale le norme dispongano del futuro e non del passato (art. 11 delle preleggi del codice civile italiano), mentre un principio costituzionale specifico afferma l'irretroattività della legge penale.

## Efficacia e opponibilità
Un fatto o atto giuridico può essere inefficace nei confronti di chiunque o può esserlo solo nei confronti di alcuni soggetti (inefficacia relativa); nel secondo caso si ha una forma particolare di inefficacia, detta inopponibilità. In particolare, l'ordinamento può prescrivere determinati mezzi di pubblicità giuridica e stabilire che, in caso di omissione, il fatto o atto è inopponibile a certi soggetti: è la cosiddetta pubblicità dichiarativa. 
In relazione ai contratti l'opponibilità riguarda la cosiddetta rilevanza esterna del contratto. È il principio in base al quale si risolvono i conflitti fra atti e consiste nella prevalenza del titolo contrattuale nei confronti di altro titolo vantato dal terzo. Il regime di opponibilità risponde a un'esigenza di sicurezza nella circolazione giuridica, un'esigenza di tutela del titolare (che non deve vedersi espropriato da un soggetto privo di legittimazione) e un'esigenza di tutela dei creditori (che devono conservare la garanzia patrimoniale).

## Efficacia e validità
L'efficacia di un atto è collegata alla sua validità ma non coincide con essa. Un atto invalido, infatti, non è efficace se all'invalidità il diritto positivo fa conseguire la sua nullità; se, invece, l'invalidità si risolve, sempre alla stregua del diritto positivo, in annullabilità dell'atto, lo stesso è sì suscettibile di annullamento ma, fintantoché questo non intervenga, è efficace e, anzi, se, come spesso avviene, l'annullamento è soggetto a un termine di decadenza, il suo decorso senza che sia intervenuto l'annullamento rende l'atto stabilmente efficace.

## Efficacia, esecutività ed esecutorietà
In relazione ai provvedimenti si suole distinguere l'efficacia in senso stretto dall'esecutività, essendo la prima la suscettibilità a produrre effetti giuridici e la seconda la possibilità di porre in essere le attività materiali che danno esecuzione al provvedimento. L'esecutività presuppone l'efficacia ma può non coincidere con essa, laddove lo preveda la legge o lo stesso provvedimento.
Dall'esecutività si distingue poi l'esecutorietà che è la possibilità di portare in esecuzione il provvedimento contro la volontà del soggetto nei cui confronti è destinato a produrre effetti; l'esecutorietà presuppone l'esecutività ma, in virtù del principio di legalità, sussiste nei soli casi in cui è prevista dall'ordinamento.